# 최재섭
최재섭(1973년 9월 30일 ~ )은 대한민국의 배우이다.

## 출연작

### 영화
- 《올드보이》 (2003년) - 2003 간수 역
- 《클라이막스》 (2005년)
- 《양아치어조》 (2006년) - 구경꾼 2 역
- 《내 청춘에게 고함》 (2006년)
- 《괴물》 (2006년) - 흥신소 부하 1 역
- 《뚝방전설》 (2006년) - 뚝방파 1 역
- 《타짜》 (2006년) - 진섭 역
- 《연시》 (2006년) - 삼중이 역
- 《영화는 영화다》 (2008년) - 클럽 취객남 역
- 《문디》 (2008년) - 광식 역
- 《해운대》 (2009년) - 동수 역
- 《불꽃처럼 나비처럼》 (2009년) - 조선 일어 역관 역
- 《두껍아 두껍아》 (2009년) - 고물상 역
- 《조선명탐정: 각시투구꽃의 비밀》 (2011년) - 이방 역
- 《체포왕》 (2011년) - 장석철 역
- 《헤드》 (2011년) - 임희철 조교 역
- 《퀵》 (2011년) - 매니져실장 역
- 《첫번째 집》 (2011년)
- 《타워》 (2012년) - 택시기사 역
- 《국제시장》 (2014년) - 한국인 광부 1 역
- 《내 심장을 쏴라》 (2015년) - 땅딸이 역
- 《택시운전사》 (2017년) - 회사 택시기사 역
- 《어른도감》 (2018년) - 소영남편 역
- 《명당》 (2018년) - 헌종내시 역
- 《천문: 하늘에 묻는다》 (2019년) - 윤사웅 역
- 《멀리가지마라》(2021년) - 정헌규 역

### 드라마 & 시트콤
- 《발효가족》 (2011년, JTBC) - 유정호 역
- 《신들의 만찬》 (2012년, MBC) - 주현무 역
- 《골든타임》 (2012년, MBC) - 박원국 역
- 《미스코리아》 (2013년, MBC) - 중국집 배달부 역
- 《피노키오》 (2014년~2015년, SBS) - 공인중개사 역
- 《징비록》 (2015년, KBS1)
- 《위대한 이야기 - 이주일의 못생겨서 죄송합니다》 (2015년, TV조선 & tvN)
- 《송곳》 (2015년, JTBC)
- 《기적의 시간 로스타임》 (2016년, KBS2)
- 《페이지터너》 (2016년, KBS2)
- 《명불허전》 (2017년, tvN) - 딱새 역
- 《크로스》 (2018년, tvN) - 홍보실장 역
- 《마녀의 사랑》 (2018년, MBN) - 김동수 역
- 《트랩》 (2019년, OCN) - 고기자 역
- 《그녀의 사생활》 (2019년, tvN) - 부검의 역
- 《위대한 쇼》 (2019년, tvN)
- 《본 대로 말하라》 (2020년, OCN) - 한명원 박사 역
- 《보이스 4》 (2021년, tvN) - 박종범 역
- 《소년심판》 (2022년, 넷플릭스) - 미성년자와 조건만남을 가진 남자 역
- 《블라인드》 (2022년, tvN) - 최순길 역
- 《KBS 드라마 스페셜 - 팬티의 계절》 (2022년, KBS2) - 태기호 역
- 《신성한, 이혼》 (2023년, JTBC) - 마춘석 역
- 《비밀은 없어》 (2024년, JTBC) - 장구팔 역
- 《미녀와 순정남》 (2024년, KBS2) - 황정식 역

### 연극
- 《아줌마 - 정선》 (2021년) - 사장 역